# Peter von Greyerz
Peter von Greyerz († 1448) war eine bernische Magistratsperson.

## Wirken
Möglicherweise wird auf sein Wirken im Werk  Formicarius  (dt. „Der Ameisenhaufen“) des Dominikaners und Theologen Johannes Nider von 1437/1438 Bezug genommen.
Peter von Greyerz war 1392 Kastlan zu Zweisimmen, nachdem das Simmental im Zuge kriegerischer Auseinandersetzungen (1389–91) an Bern gefallen war. Er sollte die Eingliederung des neu gewonnenen Gebietes ins bernische Territorium durchsetzen. Dies stieß bei der Bevölkerung, die hartnäckig an alten Gewohnheits- und politischen Mitbestimmungsrechten festhielt, auf heftigen Widerstand. Peter von Greyerz bediente sich des neuartigen Zauberei- und Hexenprozesses, der mit dem traditionellen Rechtsmaterial der Region nicht in Konkurrenz stand.